# 1118 هـ
1118 هـ هي سنة في التقويم الهجري امتدت مقابلةً في التقويم الميلادي بين سنتي 1706 و1707.

## مواليد
- الوحيد البهبهاني
- محمد بن أحمد الحضيكي

## وفيات
- أبو الحسن علي النوري
- محمد العالم بن إسماعيل، أمير علوي مغربي.